# Prix de la laïcité de la République française
 (septembre 2019).
Pour l’article homonyme, voir Prix de la laïcité.
Le Prix de la laïcité de la République française créé en 2015, est un prix qui « distingue et encourage des actions de terrain et des projets portant sur la protection et la promotion effectives de la laïcité ». 
Il est remis chaque année le 9 décembre (date anniversaire de la Loi de séparation des Églises et de l'État) par l'Observatoire de la laïcité, en présence du Premier ministre, du ministre de l’Éducation nationale ou du ministre de l'Intérieur.

## Historique
L'Observatoire de la laïcité, créé par le président de la République François Hollande en 2013, instaure le Prix de la laïcité de la République française le 9 décembre 2015, à l'occasion du 110e anniversaire de la loi du 9 décembre 1905. Il est doté de 5 000 euros par les services du Premier ministre. Il est décerné par l’Observatoire de la laïcité et est remis le 9 décembre de chaque année, lors de la journée nationale de la laïcité.

## Statuts

### Objet
Le prix « distingue et encourage des actions de terrain et des projets portant sur la protection et la promotion effectives de la laïcité dans l’esprit de l’article 10 de la Déclaration des droits de l’homme et du citoyen, de l’article 1 de la Constitution et des lois du 28 mars 1882 sur l’enseignement primaire laïque et obligatoire et du 9 décembre 1905 concernant la séparation des Églises et de l’État ». Peuvent concourir au Prix de la laïcité de la République française « Les actions ou projets présentés à titre individuel ou collectif, à l’exception des membres de l’Observatoire de la laïcité ».

### Processus de vote
Le Prix de la laïcité de la République française est décerné par un jury constitué chaque année par le président de l’Observatoire de la laïcité, de trois membres de l’Observatoire, et de deux personnalités extérieures retenues en raison de leur compétence et de leur expérience. Les décisions  du jury sont prises par vote à la majorité de ses membres. En cas de partage égal des voix, la voix du président est prépondérante. Le secrétariat du jury est assuré par le rapporteur général de l’Observatoire de la laïcité.

### Jury
Le jury est composé de :
- Jean-Louis Bianco ;
- Daniel Maximin ;
- Laurence Loeffel ;
- Soraya Amrani-Mekki ;
- Philippe Portier ;
- Isabelle Saint-Martin.

## Lauréats

### 2015
En 2015, lors d'un grand colloque à la BNF en présence du Premier ministre Manuel Valls et du ministre de l'Intérieur Bernard Cazeneuve, le Prix de la laïcité de la République française est remis par Jean-Louis Bianco, Président de l’Observatoire de la laïcité et par Najat Vallaud-Belkacem, ministre de l’Éducation nationale, de l’Enseignement supérieur et de la recherche. Le jury de cette première édition est composé des membres de l'Observatoire de la laïcité Soraya Amrani-Mekki, Daniel Maximin, par le directeur du GSRL au sein du CNRS, le sociologue de la laïcité Philippe Portier, et par la directrice de l'IESR, la directrice d'études à l'EPHE Isabelle Saint-Martin. Il est remis à :
- L’école d’art Brassart de Tours, qui avait réalisé 18 affiches visant à promouvoir le principe de laïcité auprès de divers publics[6]
- La Ligue de l'enseignement de l’Hérault, pour la réalisation d’un parcours citoyen intitulé Passeport citoyen, sur les pas de la laïcité dans la ville de Montpellier par des élèves de CM2 de différents quartiers dont certains vécus comme des « quartiers de relégation ». Ce projet a pour but l’appropriation du centre-ville inconnu et de son histoire complexe (du Moyen Âge à nos jours), mais aussi de faire comprendre qu’en l’absence de laïcité les conflits religieux étaient durables et très violents. Ce projet peut mobiliser jusqu’à 500 élèves.
- La Protection Judiciaire de la Jeunesse (PJJ) de Nîmes, pour la réalisation d’une émission de radio par des jeunes de la PJJ sur le thème de la citoyenneté et de la laïcité.
- L'association Enquête, pour son projet d’outil numérique permettant d’aborder le fait religieux et la laïcité dans une perspective citoyenne et culturelle avec des enfants de cycle 3 (8-12 ans) dans le cadre de séances en classe ou lors d'activités périscolaires[7].

### 2016
Le 9 décembre 2016, pour sa deuxième édition, à l'occasion d'un colloque organisé à la Sorbonne avec pour thème Laïcité et esprit critique (les intervenants étaient Anne-Marie Chartier, Patrick Weil, Patrick Boucheron, Abdennour Bidar et Jean-Noël Jeanneney), le jury du Prix de la laïcité de la République française, est décerné en présence de la ministre de l'Éducation nationale Najat Vallaud-Belkacem et de Latifa Ibn Ziaten. Il est remis à :
- La fédération des œuvres laïques (FOL) du Var (fédération départementale de la Ligue de l’enseignement) pour son action Les ambassadeurs du vivre ensemble.

Les mentions spéciales sont remises à :
- Conseil départemental de la Haute-Garonne pour son Parcours laïque et citoyen[8] ;
- Le lycée Monnet-Mermoz d’Aurillac pour leur clip vidéo ;
- Le comité national de liaison des régies de quartier (CNLRQ) pour ses nombreuses actions de formation à la laïcité ;
- L’entreprise de Nantes Les jeux de la marmotte pour le jeu de plateau Laïque’Cité ;
- Coexister, association  de jeunes œuvrant pour le vivre-ensemble, pour sa vidéo La laïcité en 3 minutes... ou presque[9],[10].

### 2017
Le 9 décembre 2017, le jury du Prix de la laïcité de la République française décerne son premier prix à :
- L’association Coopération insertion travail éducatif Limoges Sud (CITELS), en partenariat avec la Caisse d’allocations familiales (CAF) du département de la Haute-Vienne, le laboratoire limousin de la laïcité, la radio associative Beaub FM et le soutien de la Fondation SNCF, pour sa vidéo intitulée C’est quoi la laïcité ?

Les mentions spéciales sont remises à :
- Le lycée public professionnel Alain Fournier de Metz pour la création d’un jeu sous forme d’enquête à travers l’établissement, intitulé Le trésor caché d’Aristide Briand
- Le département de Meurthe-et-Moselle pour son projet intitulé Laïcité : tous engagés.
- La Ligue de l'enseignement de Gironde pour son jeu intitulé La ligue laïque.

Par ailleurs, un message de solidarité est transmis aux établissements scolaires de Saint-Martin et Saint-Barthélémy qui « malgré l’ouragan Irma continuent leurs actions remarquables pour la laïcité ».

### 2018
Le 10 décembre 2018, le jury du Prix de la laïcité de la République française décerne son premier prix à :
Les mentions spéciales sont remises à :
- La Ligue de l'enseignement d'Eure-et-Loir pour son jeu de rôles intitulé « La laïcité se prête au jeu »[12].

### 2019
Le 9 décembre 2019, le jury du Prix de la laïcité de la République française décerne son premier prix à :
- Aux élèves des classes de 4e du collège Les Iris à Villeurbanne (Rhône) pour un serious game sur la laïcité en ligne[13].

Les mentions spéciales sont remises :
- au Conseil Citoyen de Ploufragan Iroise avec la Ligue de L'enseignement des Côtes d'Armor pour deux vidéos sur la laïcité[13].
- aux travaux de la Protection Judiciaire de la Jeunesse de Marseille et leur projet « Du haut de ma tour ».
- au Conseil départemental des Landes et aux archives départementales : Pour leurs interventions devant les élèves de tout le département, du CM1 au lycée[13].
- au Convivencia Conseil, agence de conseil en fait religieux,  pour la réalisation du site www.e-laicite.fr, un module de formation en ligne sur la laïcité[14],[13],[15].